# N9ve
N9ve é o quinto álbum de estúdio da cantora brasileira Ana Carolina, lançado em 2009. O álbum recebeu uma certificação de Disco de Ouro pela ABPD, pelas mais de 50 mil cópias vendidas.

## Informações
O álbum é cheio de significados, por exemplo, o nome do disco não é por acaso: o nome Nove e a quantidade de faixas, faz uma alusão à data de nascimento de Ana Carolina, 9 de setembro. Além disso, seu primeiro álbum, também chamado Ana Carolina, foi lançado em 1999. A gravadora Sony Music disponibilizou uma tiragem de 99.999 cópias no lançamento do álbum. Na capa do álbum, existe um quadro onde, dentro dele, está um relógio marcando exatamente 9:00 horas. Será vendido a preço sugerido de R$ 19,99.
| “ | O número de faixas do disco foi apenas coincidência, nada mais. Quando vi, eram nove músicas prontas para gravar. Tanto que a décima, o blues chamado Mais que a mim, nada tinha a ver com esse repertório e acabou ficando de fora", destaca. "Pode parecer que fiz um álbum menor porque o último foi grande, mas não tem nada a ver também. | ” |

O álbum conta com parceria de vários artistas, como o samba "Torpedo", composto por Gilberto Gil, a quem Ana sempre foi fã, John Legend, que canta em "Entreolhares (The Way You’re Looking at Me)", a italiana Chiara Civello, que compôs as faixas: "10 Minutos (Dimmi Perché)", "8 Estórias", "Traição" e "Resta", também cantada por Ana Carolina e Chiara Civello. Ainda estão na lista de participações a contrabaixista americana Esperanza Spalding, que participa da faixa "Traição".
Nesse álbum, Ana preferiu não se ocupar com a produção, escolhida a dedo por ela, ficando na responsabilidade de Alê Siqueira, Kassin e Mario Caldato, que trouxeram alguns músicos como Alberto Continentino no baixo, João Parahyba na percusão e Donatinho nos teclados. Em entrevista a revista Quem, Ana disse que o álbum teria 10 faixas. Contudo, a décima faixas é um blues, e segundo ela, "seria um ET no meio de tudo".

## Turnê e divulgação
A turnê teria início no dia 9 de setembro de 2009 (dia em que a cantora completa 35 anos), no Citibank Hall, Rio de Janeiro. No dia 22 de agosto de 2009, Ana cantou o primeiro single do álbum, "Entreolhares (The Way You’re Looking at Me)", no Criança Esperança. Uma nota no seu site oficial da cantora informa que a data de início da turnê não será mais 9 de setembro e tempos depois o fã-clube Donana Carolina divulgou, através de seu Blog e Twitter as datas da turnê.
A turnê estreou oficialmente no dia 14 de novembro, em São Paulo, e passou por várias cidades de todo o mundo, como Londres, Paris, Lisboa, Zurique, entre outras.

## Recepção

### Críticas
Até agora, o álbum recebeu críticas fortes. Muitos acreditam que o álbum não valoriza o real talento da cantora mineira. Rodrigo Amaral disse que os produtores Alê Siqueira, Kassin e Mario Caldato, trouxeram um novo 'ar' para as canções. Entretanto, segundo ele, o álbum não traz grandes composições.
Já para Amauri Stamboroski Jr., do G1, N9ve é um álbum equilibrado. Segundo ele, as faixas são exuberantes. Para ele, as parcerias com John Legend e Chiara Civello renderam bons frutos, tanto é que considera "Era" uma das melhores músicas da carreira de Ana Carolina.

### Resposta às críticas
Sobre o comentário de Alma Coração, Villeroy disse:
| “ | …sempre que sai um disco novo da Ana tem gente que bate e gente que adora e, na verdade muito mais gente que adora, cerca de 35 milhões de pessoas. E não vamos julgar a sabedoria do povo brasileiro, pois é muita pretensão nos colocarmos acima disso. Por outro lado, respeito quem não goste e critique, desde que faça isso também com respeito. Sou co-autor da canção sim e adoro a melodia. Acho que soa melhor em inglês, pela fonética que se adapta melhor àquele tipo de linha melódica. Agora, comparar Ana com Xuxa é algo inútil, sem maiores consequências, pois não senta como crítica, a Ana é uma grande cantora, uma das maiores do Brasil de todos os tempos, e a Xuxa uma apresentadora de programa infantil que fazia discos para complementar suas atividades junto às crianças. Já to sabendo de muita gente que baixou a música e está amando. Também já mostrei a meus amigos eruditos que tem inclinação pelo pop e eles adoraram. Às vezes nessas coisas bem simples estão escondidos alguns tesouros. | ” |

### Desempenho comercial
O álbum chegou no Top 30 de álbuns mais vendidos na 16º posição, e saltou para o 10º lugar na segunda semana. Na terceira subiu ainda mais para 9º lugar e depois para 7º lugar. Na quinta semana, onde já se contabilizou mais de 85 mil cópias vendidas, o álbum subiu para 4º lugar.

## Faixas
| N.º            | Título                                                            | Compositor(es)                                | Duração |  |
| 1.             | "10 Minutos (Dimmi Perché)"                                       | Ana Carolina, Chiara Civello                  | 3:47    |  |
| 2.             | "Dentro"                                                          | Ana Carolina, Dudu Falcão                     | 4:28    |  |
| 3.             | "Tá Rindo, É?"                                                    | Ana Carolina, Mombaça, Antônio Villeroy       | 4:03    |  |
| 4.             | "Entreolhares (The Way You’re Looking at Me)" (Part. John Legend) | Ana Carolina, John Stephens, Antônio Villeroy | 3:26    |  |
| 5.             | "Era"                                                             | Ana Carolina                                  | 4:41    |  |
| 6.             | "8 Estórias"                                                      | Ana Carolina, Chiara Civello                  | 4:20    |  |
| 7.             | "Resta" (Part. Chiara Civello)                                    | Ana Carolina, Chiara Civello, Dulce Quental   | 5:49    |  |
| 8.             | "Torpedo"                                                         | Ana Carolina, Mombaça, Gilberto Gil           | 3:54    |  |
| 9.             | "Traição" (Part. Esperanza Spalding e Daniel Jobim)               | Ana Carolina, Chiara Civello                  | 4:43    |  |
| Duração total: | Duração total:                                                    | Duração total:                                | 38:56   |  |

### Singles
- "Dentro" foi lançada com exclusividade para os clientes da operadora de celular TIM. Foi a canção com maior número de downloads no mês de junho na TIM Music Store.
- Entreolhares (The Way You’re Looking at Me): É o primeiro single oficial do álbum que conta com a participação do cantor e compositor americano John Legend. O single chegou às rádios dia 29 de Julho de 2009. O  primeiro single oficial alcançou a posição cinquenta e sete na primeira semana e já chegou na posição #11 de acordo com o Hot 100 Brasil, se tornando mais um hit para Ana.
- "10 Minutos (Dimmi Perché)" é o segundo single do álbum. Está presente na trilha sonora da novela Tempos Modernos e já alcançou a posição #33 no Brasil Hot 100 Brasil.
- "Resta" é o terceiro single do álbum. Está presente na trilha sonora da novela Passione. A música conta com a participação de Chiara Civello.

## Paradas, certificados e vendas
| País   | Parada (2009) | Melhor posição |
| ------ | ------------- | -------------- |
| Brasil | Top 20        | 1              |

| País   | Certificação (padrões de vendas) |
| ------ | -------------------------------- |
| Brasil | Ouro                             |